# A.S.D. Licata 1931
Associazione Sportiva Dilettantistica Licata 1931  là một câu lạc bộ bóng đá Ý đến từ Licata, Sicily.
Licata là một đội bóng Sicilia lịch sử và là một trong sáu câu lạc bộ bóng đá Sicilia duy nhất từng lọt vào giải đấu Serie B trong lịch sử bóng đá Ý.

## Lịch sử
Câu lạc bộ được thành lập vào năm 1931 với tên Associazione Calcio Licata bởi một vài sinh viên địa phương đã phát hiện ra trò chơi bóng đá nhờ một số thủy thủ Thụy Điển làm việc trong khu vực; màu sắc đội chính thức, trên thực tế, đề cập đến lá cờ của Thụy Điển. Câu lạc bộ được đổi tên thành Polisportiva Licata vào năm 1967.
Sự xuất hiện đầu tiên của Licata trong một giải đấu chuyên nghiệp, được ra mắt vào năm 1982 trong Serie C2. Trong mùa giải 1984-85, Licata, được huấn luyện bởi một Zdeněk Zeman trẻ tuổi, đã chiến thắng Serie C2 và thăng hạng Serie C1, mặc dù một đội được thi đấu gần như hoàn toàn bởi các cầu thủ từ đội trẻ.
Năm 1988, với vai trò huấn luyện viên Aldo Cerantola, Licata cũng chiến thắng Serie C1 / B, và lần đầu tiên được thăng hạng lên Serie B trong lịch sử câu lạc bộ. Trong mùa giải đầu tiên ở giải hạng hai của Ý, với Giuseppe Papadopulo làm huấn luyện viên, sau đó được thay thế bởi Francesco Scorsa, Licata kết thúc ở vị trí thứ chín; hoàn thiện trên Parma. Họ cũng đạt được vinh dự khi chơi một trận đấu Coppa Italia tại San Siro với AC Milan.
Mùa giải tiếp theo, Licata đã xuống hạng Serie C1 sau khi kết thúc ở vị trí thứ 18. Một vài mùa giải sau đó, vào năm 1991-92, họ đã bị rớt xuống Serie C2. Sau đó, họ đã xuống hạng trong mùa 1993-94, và được thiết lập để cạnh tranh trong giải đấu CND, nhưng sự phân rã chậm chạp cho câu lạc bộ Sicilia đã hoàn tất và họ đã phá sản vào năm 1994.

### Tái lập
Một câu lạc bộ mới, Licata AC, sau đó được thành lập và được nhận vào giải đấu Eccellenza khu vực. Nhưng vào năm 1996, sau khi đã tránh xuống hạng một cách ngoạn mục, Licata AC đã không đăng ký vào Eccellenza và cũng bị hủy bỏ; một đội bóng mới, Santos Licata (sau đó là Nuovo Licata, cuối cùng đã chuyển sang cái tên hiện tại), bắt đầu từ Promozione (cấp 7 trong hệ thống giải đấu bóng đá Ý).
Trong mùa giải 20050-6, Licata đã giành chiến thắng ở vòng A của Sicilia Eccellenza, do đó lần đầu tiên trở lại Serie D trong một thập kỷ.
Trong mùa 2010-11, đội đã được thăng hạng từ Eccellenza Sicily nhóm A lên Serie D.

## Màu sắc và huy hiệu
Màu sắc câu lạc bộ truyền thống của Licata là vàng và xanh; được biết đến ở Ý là gialloblu. Câu lạc bộ có hai biệt danh khác; I Santi có nghĩa là Các Thánh và I Falchi dịch là The Hawks.

## Huấn luyện viên cũ đáng chú ý
- liên_kết=|viền Aldo Cerantola
- liên_kết=|viền Giuseppe Papadopulo
- liên_kết=|viềnliên_kết=|viền Zdeněk Zeman

## Danh hiệu
Serie C1
- Vô địch: 1987-88

Serie C2
- Vô địch: 1984-85

## liên kết ngoài
- (tiếng Ý) Trang chủ chính thức
- (tiếng Ý) Trang web của người hâm mộ